# ژیوان لیوکوفچان
ژیوان لیوکوفچان (انگلیسی: Živan Ljukovčan؛ زادهٔ ۲۴ ژوئیهٔ ۱۹۵۴) بازیکن فوتبال اهل یوگسلاوی بود.
از باشگاه‌هایی که در آن بازی کرده‌است می‌توان به باشگاه فوتبال فنرباغچه، باشگاه فوتبال ستاره سرخ بلگراد، و باشگاه فوتبال بئوگراد اشاره کرد.
وی همچنین در تیم ملی فوتبال یوگسلاوی بازی کرده‌است.